# Marcel Wyss
Marcel Wyss (Berna, 25 de juny de 1986) és un ciclista suís, professional des del 2007 fins al 2016.
En el seu palmarès destaquen alguns campionats nacionals en categories inferiors i la Fletxa del Sud de 2008.
La falta d'ofertes per al següent any, van portar a la seva retirada a finals del 2016.

## Palmarès
- 2004
  -  Campió de Suïssa en ruta júnior
- 2008
  -  Campió de Suïssa en contrarellotge sub-23
  -  Campió de Suïssa de muntanya sub-23
  - 1r a la Fletxa del Sud
- 2013
  - 1r al Tour de Berna

### Resultats al Giro d'Itàlia
- 2010. 38è de la classificació general
- 2011. 34è de la classificació general
- 2016. 40è de la classificació general

### Resultats al Tour de França
- 2014. 32è de la classificació general
- 2015. 60è de la classificació general

### Resultats a la Volta a Espanya
- 2016. 21è de la classificació general